# كاثي باو بين
كاثي باو بين (بالإنجليزية: Cathy Bao Bean)‏ هي كاتِبة أمريكية، ولدت في 1942 في غويلين في الصين.